# Ghiță Popp
Ghiță Popp, ortografiat și Ghiță Pop sau Gheorghe Pop, (n. 3 ianuarie 1883, Poiana Sărată, comitatul Trei Scaune, Regatul Ungariei – d. 25 octombrie 1967, București, RSR) a fost un gazetar și om politic român.
Originar din Transilvania, el a fost un luptător pentru Unirea Transilvaniei cu România. A fost colaborator al lui Nicolae Filipescu, apoi membru marcant al PNȚ. A îndeplinit funcțiile de subsecretar de stat la Ministerul Instrucțiunii Publice și Cultelor (17 iunie 1930 - 17 aprilie 1931) în guvernele Iuliu Maniu (2) și George G. Mironescu (2). A fost ales în mai multe rânduri ca deputat național-țărănist în Parlamentul României.
A fost unul dintre reprezentanții plenipotențiari ai Guvernului României și Înaltului Comandament Român, alături de Lucrețiu Pătrășcanu, generalul adjutant Dumitru Dămăceanu și principele Barbu A. Știrbey, care au semnat la Moscova în 12 septembrie 1944 Convenția de armistițiu între guvernul român și guvernele Uniunii Sovietice, Marii Britanii și Statele Unite ale Americii.
A îndeplinit ulterior funcția de ministru al cultelor și artelor (4 noiembrie 1944 - 28 februarie 1945) în guvernele Constantin Sănătescu (2) și Nicolae Rădescu. A depus jurământul la 14 noiembrie 1944 în fața regelui Mihai I, în prezența generalului Constantin Sănătescu.

## Legături externe
- „România Mare“ din 1917, monitorulexpres.ro
- Personalitati - Profesorul, avocatul, ziaristul si omul politic GHITA POPP (1883-1967)